# قالی بوکان

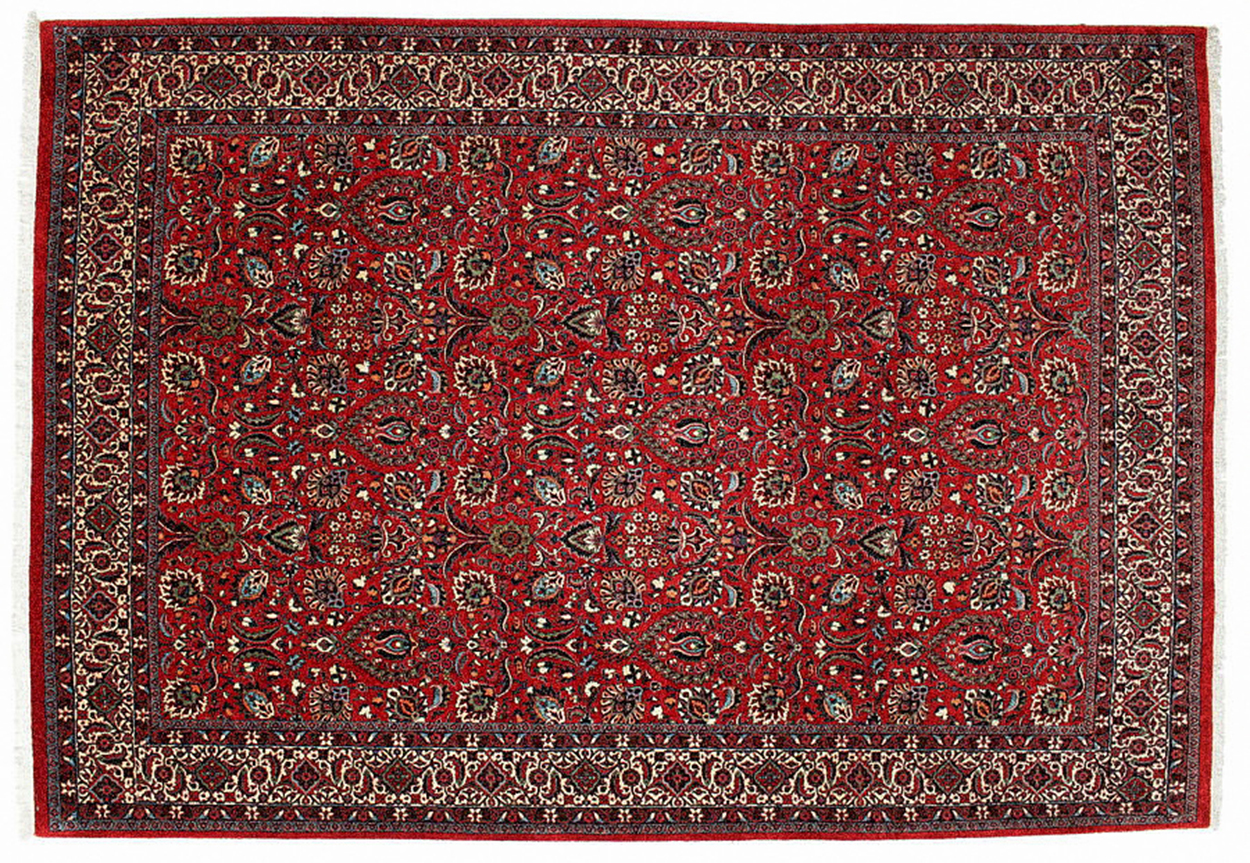
قالی بوکان.

قالی بوکان یکی از انواع قالی‌های ایرانی است. این نوع قالی در شهر بوکان بافته می‌شود. قالی این شهر، به کشورهای ایتالیا، فرانسه، ژاپن، آلمان، کانادا و آمریکا و حاشیه خلیج فارس صادر می‌شود. در سال ۱۳۹۵ حدود ۲۹ میلیون دلار فرش دستباف بوکان روانه بازارهای خارجی شد. تالار مجلس کشور فرانسه با قالی ۳۵۰ متر مربعی توسط فرش بافان بوکانی تزئین شده‌است.